# Kanton Troyes-5
Kanton Troyes-5 (fr. Canton de Troyes-5) je francouzský kanton v departementu Aube v regionu Grand Est. Tvoří ho pouze část města Troyes.